# Вишневецкий, Фёдор Михайлович Младший
Фёдор Михайлович Вишневецкий (ок. 1500—1549) — литовско-русский князь-магнат герба Корибут, староста степанский, военный и политический деятель.
Младший сын наместника брацлавского, князя Михаила Васильевича Вишневецкого. Потомок великого князя литовского Гедимина в X колене.

## Биография
Вместе со своим отцом и старшими братьями стремился расширить владения Вишневецких. После смерти своего отца, князя Михаила Васильевича Вишневецкого, Фёдор Вишневецкий получил часть отцовских владений. В 1528 году по королевскому приказу Федор Вишневецкий выставлял со своих владений пять хоругвей. В 1533 году после смерти своего старшего брата Фёдора Старшего Фёдор ещё увеличил свои владения. Приобрел староство Степанское.
В 1541 и 1546 годах князь Фёдор Михайлович Вишневецкий захватил восточную часть Вишневецкого повета, а также крупное имение Дорофеевку. Избрал своей резиденцией замок Передмирку.
В 1549 году крупное крымско-татарское войско вторглось на Волынь и осадило замок Передмирку. В бою с татарами князь Фёдор Вишневецкий и погиб.
После смерти бездетного Фёдора Вишневецкого его владения отошли к сыновьям его братьев Ивана и Александра Михайловичей Вишневецких.

## Семья
Князь Фёдор Михайлович Вишневецкий был дважды женат. Его первой женой стала княжна Богдана Юрьевна Гольшаская-Дубровицкая. Вторично женился на княжне Марии Путятич-Друцкой. Не оставил после себя потомства.